# Saint-Puy
Saint-Puy – miejscowość i gmina we Francji, w regionie Oksytania, w departamencie Gers.
Według danych na rok 1990 gminę zamieszkiwało 595 osób, a gęstość zaludnienia wynosiła 16 osób/km² (wśród 3020 gmin regionu Midi-Pireneje Saint-Puy plasuje się na 523. miejscu pod względem liczby ludności, natomiast pod względem powierzchni na miejscu 194.).